# Jacob van Lennep
Pour les articles homonymes, voir Van Lennep.
Jacob van Lennep, né le 24 mars 1802 à Amsterdam et mort le 25 août 1868 à Oosterbeek, est un poète et écrivain néerlandais.

## Biographie
Jacob van Lennep naît à Amsterdam où son père, le poète David Jacob van Lennep, est professeur de grec et latin à l'Athenæum Illustre et un membre du patriciat néerlandais d'Amsterdam. Il passe ses étés à la Huis te Manpad, à Heemstede, résidence secondaire des Van Lennep. Son père y fait édifier un monument en l'honneur de Witte van Haemstede, fils du comte Florent V de Hollande ; ce monument influencera le travail de Jacob. Il fait des études de droit à l'université de Leyde et devient avocat à Amsterdam.
Ses premières publications sont des traductions de poèmes de Byron, dont il est un fervent admirateur. En 1826, il publie ses premiers poèmes dans le recueil Academische Idyllen, qui remporte un certain succès.
Il gagne une vraie popularité avec Nederlandsche Legenden (2 vol., 1828) où il raconte à la manière de Walter Scott les périodes troublées du début de l'histoire de son pays. Sa célébrité s'est ensuite accrue avec ses chants patriotiques à l'occasion de la révolution belge et ses comédies Het Dorp aan de Grenzen (1830) et Het Dorp over de Grenzen (1831), également en référence aux événements politiques de 1830.
En 1833, il innove avec la publication de De Pleegzoon, le premier ouvrage d'une série de romans historiques en prose, qui lui confère aux Pays-Bas une notoriété comparable à celle de Walter Scott en Grande-Bretagne. La série inclut De Roos van Dekama, Ferdinand Huyck ou Klaasje Zevenster. Ces romans, dont la rédaction s'étale sur trente ans, ont été traduits en français, allemand et anglais.
Il siège à la seconde Chambre des États généraux des Pays-Bas de 1853 à 1856.

## Publications
- Academische idyllen (1826)
- Gedichten (1827)
- Racine De genade (1827)

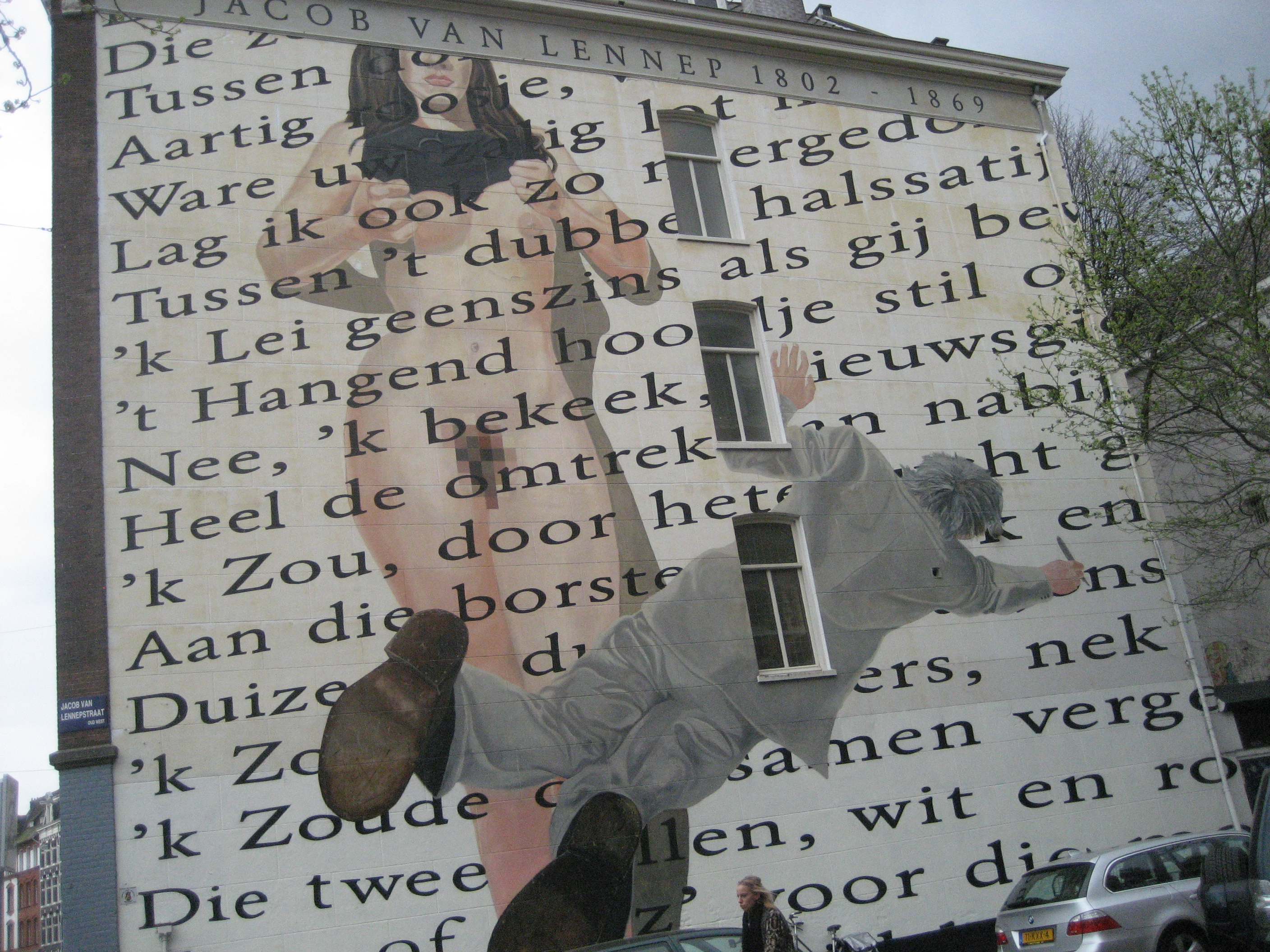
Poème mural en Amsterdam

- Nederlandsche legenden (1828-1829)
- Het dorp aan de grenzen (1830)
- Het dorp over de grenzen (1831)
- Hulde aan de nagedachtenis van Hollands zeeheld J.C.J. van Speyk (1831)
- De pleegzoon (2 volumes) (1833)
- Saffo (1834)
- De roos van Dekama (1836)
- Onze voorouders in verschillende taferelen geschetst (5 volumes) (1838-1844)
- De lotgevallen van Ferdinand Huyck (1840)
- De E-legende (1841)
- De voornaamste geschiedenissen van Noord-Nederland, aan zijne kinderen verhaald (1845-1849)
- Rembrandt van Rijn (1848)
- Een schaking in de 17de eeuw (1850)
- Elizabeth Musch (3 volumes) (1850-1851)
- Gedichten, zoo oude als nieuwe (1851)
- Het nachtegaaltje (1851)
- Zeemansliedtjens (1852)
- De geschiedenis des vaderlands in schetsen en afbeeldingen (1856)
- Zeemans-woordenboek (1856)
- Een Amsterdamsche jongen of het buskruitverraad in 1622 (1859)
- Het leven van mr. Cornelis en mr. David Jacob van Lennep (1861-1862)
- De vermakelijke spraakkunst (1865)
- De lotgevallen van Klaasje Zevenster (1865-1866)
- De vermakelijke Latijnsche spraakkunst (1866)
- Klaasje Zevenster (1866)
- Een dichter aan de Bank van Leening (1867)
- De uithangteekens (1867-1868)